# Phyllocladaceae
Famille
Les Phyllocladaceae sont une famille de conifères de l'ordre des Pinales, ne contenant qu'un seul genre actuel, Phyllocladus, réparti en Asie du Sud-Est et en Océanie, et quelques genres fossiles. Elle est souvent fusionnée dans la famille des Podocarpaceae.

## Description

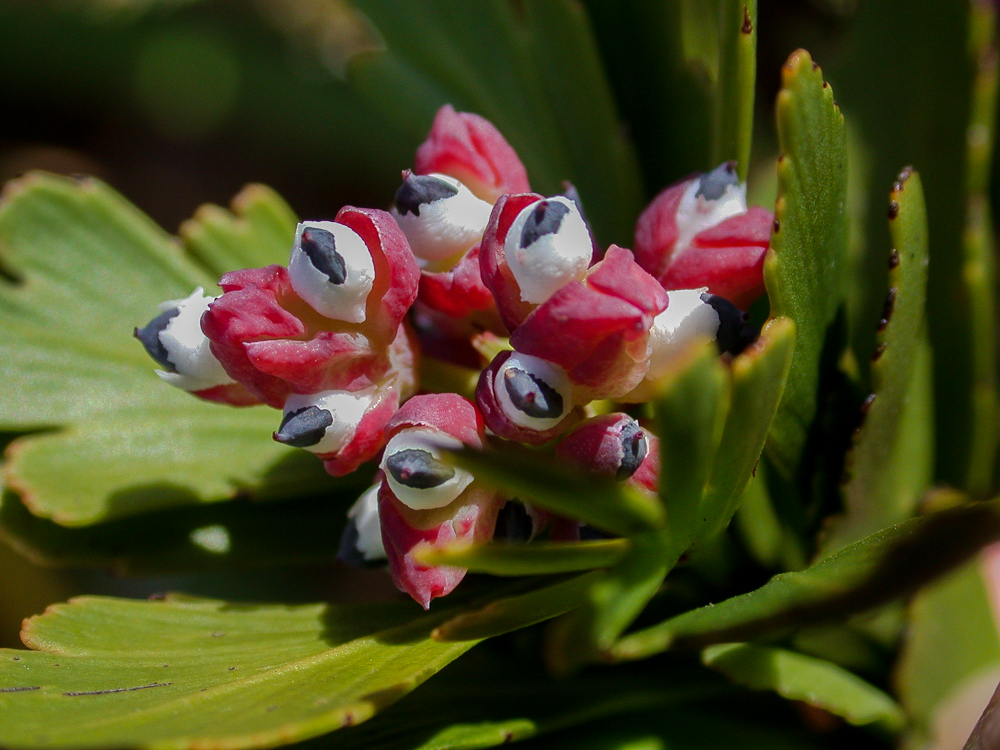
Bourgeons de Phyllocladus aspleniifolius ressemblant à des arilles.

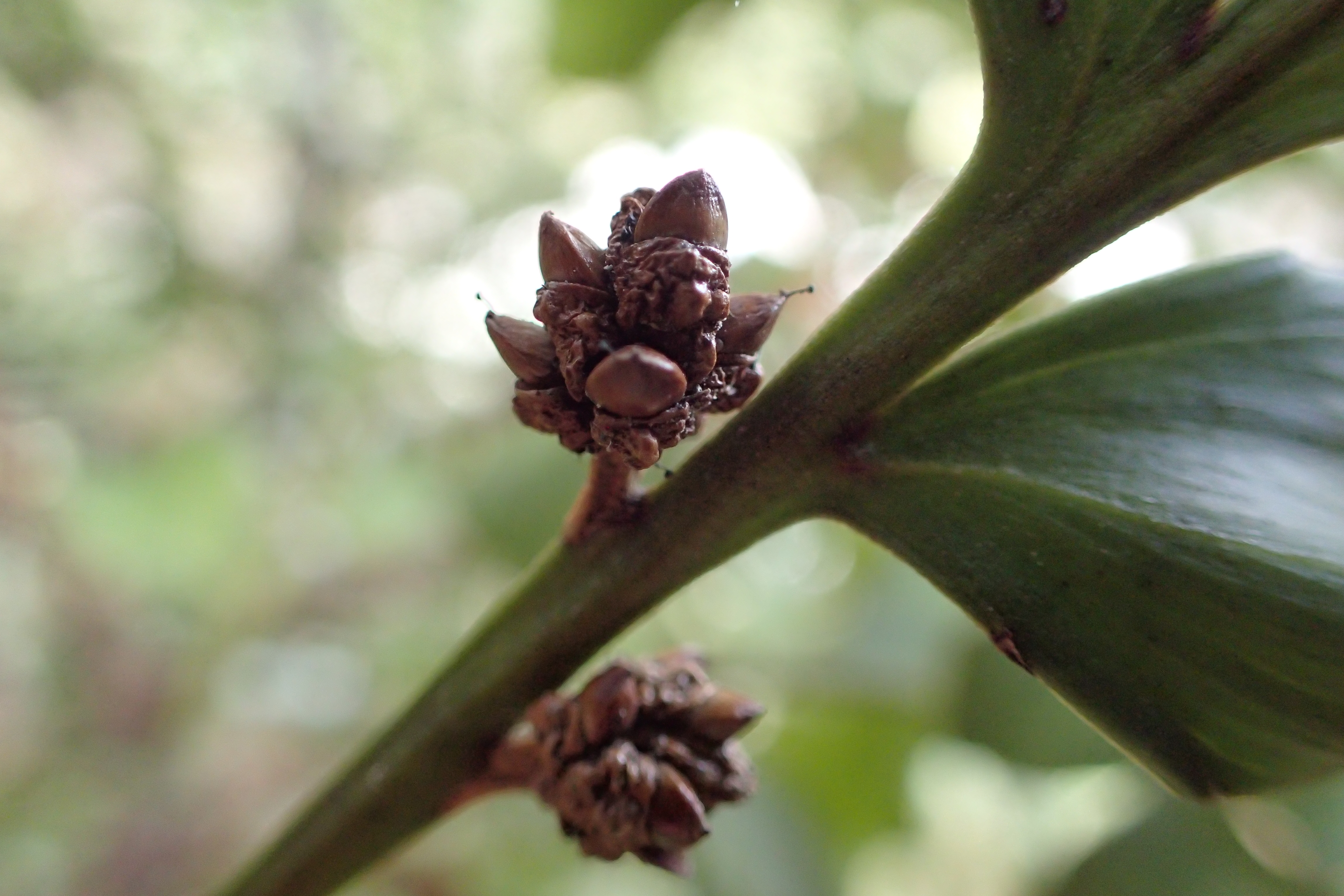
Cône de Phyllocladus toatoa.

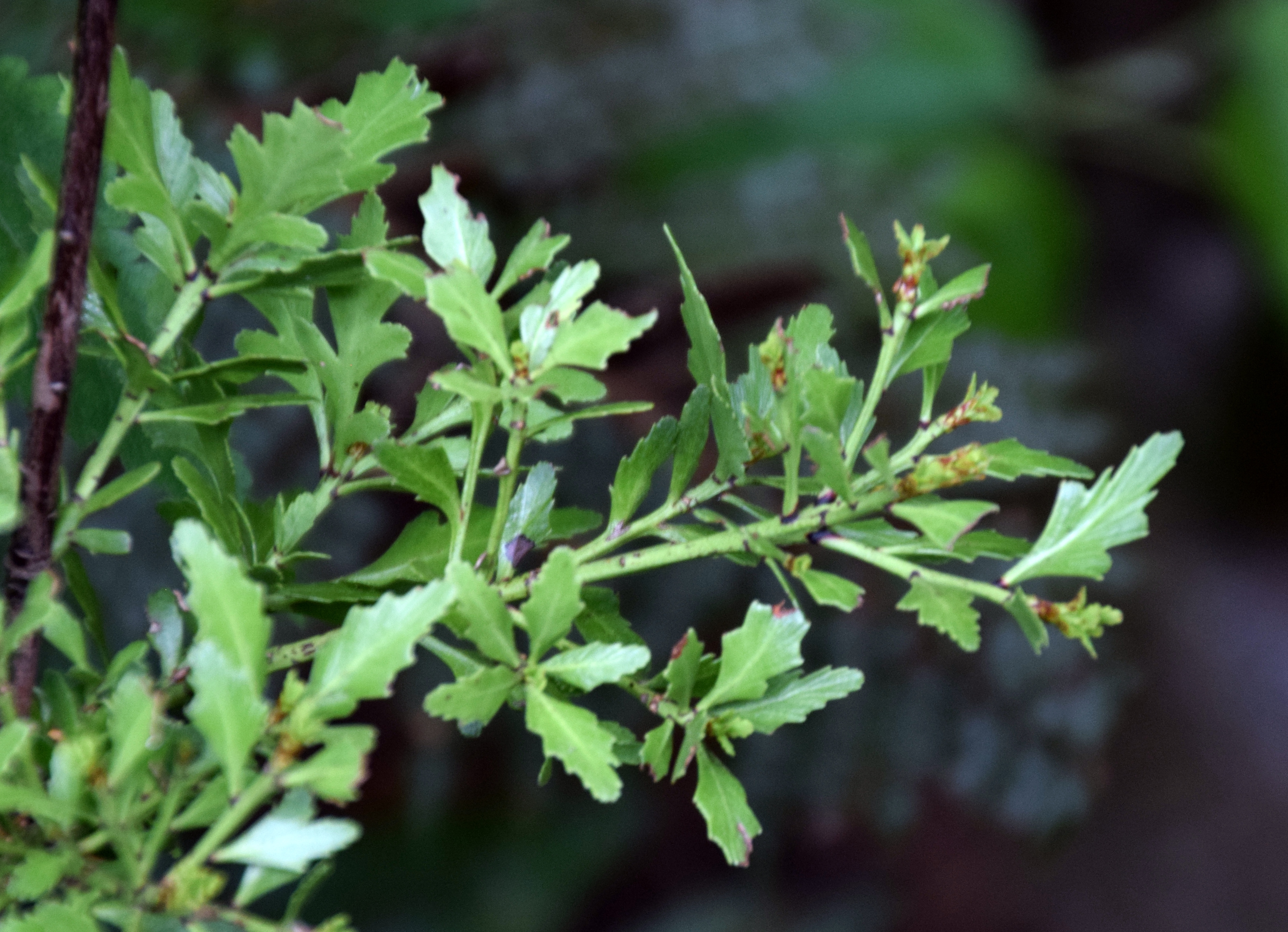
Feuillage de Phyllocladus alpinus.

Les Phyllocladaceae ne comprennent qu'un seul genre actuel, Phyllocladus,, et quelques genres fossiles. Phyllocladus se différencie des genres de Podocarpaceae par une structure ressemblant à un arille ainsi qu'un épimatium (excroissance charnue des Podocarpaceae), et par un nombre différent de chromosomes et un mécanisme de pollinisation différent. Il partage aussi beaucoup de points communs avec les autres Podocarpaceae : un pollen ailé avec un tissu prothallien, un épimatium et des cellules embryonnaires binucléées, un ovule solitaire par bractée fertile, deux sacs polliniques par microsporophylle, des paires fusionnées de cotylédons, ainsi que la chair du cône mature et une graine mature de forme essentiellement identique à celles des autres genres à graines nues de la famille. La question de l'attribution du statut de famille dépend principalement de la question de savoir si la morphologie inhabituelle du feuillage représente un caractère primitif reliant Phyllocladus aux pro-Gymnospermes éteints, ou un caractère dérivé dans un genre autrement semblable aux Podocarpaceae. Toutefois, des feuilles de conifères parfaitement typiques sont produites dans la phase juvénile.

## Systématique
Le nom Phyllocladaceae est attribué à deux auteurs différents, : Charles Edwin Bessey (1907) ou Earl Lemley Core ex Hsüan Keng (1973) (nom. inval. et isonyme).
Selon les auteurs, les Phyllocladaceae ont été classées dans les ordres des Pinales,,, des Coniferales, des Araucariales, des Cupressales ou des Podocarpales.

### Phylogénie
La famille des Phyllocladaceae est souvent traitée comme synonyme des Podocarpaceae,,,,. Cette dernière famille a pu être traitée comme un ordre, les Podocarpales, et beaucoup de ses genres, dont Nageia, Phyllocladus et Saxegothaea, ont été élevés au rang de famille par des auteurs précédents. En particulier, Phyllocladus était traditionnellement considéré comme le genre le plus atypique de la famille, souvent traité dans une famille propre, les Phyllocladaceae. Des analyses moléculaires ont montré à plusieurs reprises que Phyllocladus est fermement enraciné dans l'un des principaux clades des Podocarpaceae, d'où le placement fréquent en synonymie, tandis que d'autres les placent comme groupes frères.
L'Angiosperm Phylogeny Website (16 juillet 2022) divise les Podocarpaceae en deux sous-familles monophylétiques, les Podocarpoideae et les Phyllocladoideae, les Phyllocladaceae étant alors synonymes des Phyllocladoideae.

### Liste des genres
Selon le Catalogue of Life (16 juillet 2022) :
- Phyllocladus

Selon The International Fossil Plant Names Index (IFPNI) (16 juillet 2022) :
- †Palaeocladus Ettingsh., 1887
- †Phyllocladoxylon Gothan, 1905
- Phyllocladus Mirb., 1825
- †Protophyllocladus E.W.Berry, 1903